# 1世紀南京
|        | 南京历史 |
| 世纪： | 前6世纪南京 \| 前5世纪南京 \| 前4世纪南京 \| 前3世纪南京 \| 前2世纪南京 \| 前1世纪南京 \| 1世纪南京 \| 2世纪南京 \| 3世纪南京 \| 4世纪南京 \| 5世纪南京 \| 6世纪南京 \| 7世纪南京 |

南京于：1年-14年，为汉朝秣陵县；14年-23年，为汉朝宣亭县；23年-100年，为汉朝秣陵县。

## 大事记

### 10年代
- 14年，七月，王莽诏更官名、郡县名，改江乘县为相武县、秣陵县为宣亭县，堂邑县隶淮平郡。

### 20年代
- 23年，刘玄将郡县名皆复旧称，胡孰仍为侯国，后汉易为湖熟。

### 30年代
- 30年，丹阳太守李忠倡垦田，以“丹阳越俗不好学……乃起学校，习礼容，春秋乡饮，选用明经”，开南京办学之始。